# Spas Gjurow

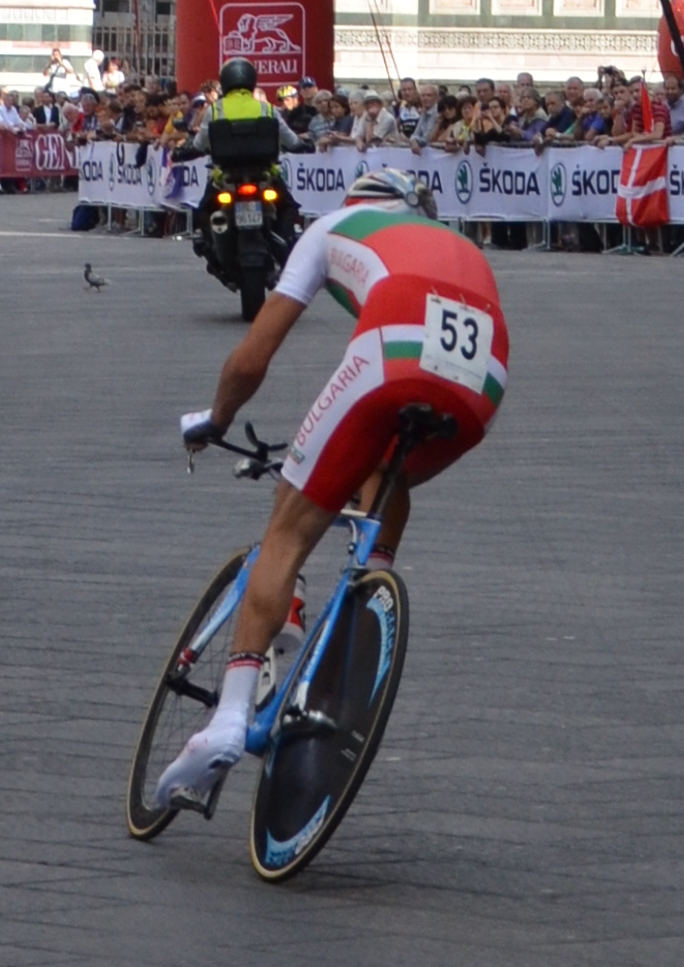
Spas Gyurov bei den UCI Road World Championships (Florenz/Italien, 2013)

Spas Stamenow Gjurow (gebräuchliche Transliteration Spas Stamenov Gyurov, bulgarisch Спас Стаменов Гюров, * 2. Juli 1986 in Pasardschik) ist ein ehemaliger bulgarischer Straßenradrennfahrer.
Spas Gjurow begann seine Karriere 2005 bei dem bulgarischen Continental Team Nesebar. In seinem ersten Jahr dort wurde er bei den Balkan Championships in Kasanlak Dritter im Straßenrennen der U23-Klasse. In der Saison 2007 wurde er bulgarischer Meister im Straßenrennen der U23-Klasse. Ab 2009 fuhr Gjurow für das griechische Continental Team Heraklion-Nesebar-Kastro. 2012 startete er im Straßenrennen bei den Olympischen Sommerspielen in London, das er aber nicht beendete. 2013 wurde er bulgarischer Zeitfahrmeister und beendete im selben Jahr seine Radsportlaufbahn.
Ab 2015 war Spas Gjurow im Stab des Teams Vorarlberg tätig.

## Erfolge
2007
- Bulgarischer Meister – Straßenrennen (U23)

2013
- Bulgarischer Meister – Einzelzeitfahren

## Teams
- 2005 Nesebar
- 2009 Heraklion-Nessebar
- 2010 Cycling Team Nessebar